# Seznam ciprskih pianistov
Seznam ciprskih pianistov.

## E
- Nicolas Economou

## S
- Savvas Savva

## T
- Martino Tirimo
- Ruya Taner